# 宮中橋
宮中橋（みやなかばし）は、新潟県十日町市小原 - 宮中の信濃川に架かる国道353号の橋長262 m（メートル）の桁橋。

## 概要
旧中里村の信濃川左岸と右岸を結ぶ唯一の橋である。上流側には宮中取水ダムがある。
- 主径間1連分形式 - 鋼3径間連続鈑桁橋
- 橋長 - 261.7 m
  - 支間割 - 62.5 m+76.0 m+62.5 m
- 幅員
  - 幅員 - 8.5 m
- 総鋼重 - 546 t
  - 主径間1連分 - 529 t
- 床版 - 鉄筋コンクリート
- 施工 - 石川島播磨重工業[注釈 1]

## 歴史
先代の橋梁が1950年（昭和25年）3月28日に架けられた。
現在の橋梁は1969年（昭和44年）に新潟県により、県道高田松之山六日町線の新設橋梁事業として事業化・着工され、1975年（昭和50年）3月に竣工、着工から9年の歳月を経て1977年（昭和52年）10月24日に開通した。途中1975年（昭和50年）には国道353号に指定された。